# أرت هيراهارا
أرت هيراهارا (بالإنجليزية: Art Hirahara)‏ هو عازف بيانو أمريكي، ولد في 1971 في سان فرانسيسكو في الولايات المتحدة.

## وصلات خارجية
- الموقع الرسمي
- أرت هيراهارا على موقع ميوزك برينز (الإنجليزية)
- أرت هيراهارا على موقع أول ميوزيك (الإنجليزية)
- أرت هيراهارا على موقع ديسكوغز (الإنجليزية)